# Municipio de Jefferson (condado de Adams, Ohio)
El municipio de Jefferson (en inglés: Jefferson Township) es un municipio ubicado en el condado de Adams en el estado estadounidense de Ohio. En el año 2010 tenía una población de 1046 habitantes y una densidad poblacional de 9,37 personas por km².

## Geografía
El municipio de Jefferson se encuentra ubicado en las coordenadas 38°47′25″N 83°17′58″O / 38.79028, -83.29944. Según la Oficina del Censo de los Estados Unidos, el municipio tiene una superficie total de 111.69 km², de la cual 111,55 km² corresponden a tierra firme y (0,13 %) 0,14 km² es agua.

## Demografía
Según el censo de 2010, había 1046 personas residiendo en el municipio de Jefferson. La densidad de población era de 9,37 hab./km². De los 1046 habitantes, el municipio de Jefferson estaba compuesto por el 97,23 % blancos, el 0,48 % eran amerindios, el 0,19 % eran asiáticos, el 0,19 % eran de otras razas y el 1,91 % eran de una mezcla de razas. Del total de la población el 1,34 % eran hispanos o latinos de cualquier raza.